# El Morrocoy Azul
El Morrocoy Azul fue un periódico venezolano al estilo francés, con gracia, humor, chistes, anécdotas de personalidades, que cobró una popularidad extraordinaria.

## Historia
Fue fundado el 30 de abril de 1941 por Víctor Simone de Lima, Miguel Otero Silva, Francisco José "Kotepa" Delgado y Carlos Irazábal; en sus páginas brilló el talento de Andrés Eloy Blanco, Gabriel Bracho Montiel, Isaac J. Pardo, Claudio Cedeño, Aquiles Nazoa y su hermano Aníbal Nazoa, entre otros.
Se publicaba los sábados con el eslogan "Semanario surrealista de intereses generales", tenía ocho páginas y, aunque sus inicios fueron modestos, llegó a tener tiradas de entre 35 y 40 mil ejemplares. El 28 de diciembre de 1945 es suprimido por la Junta Revolucionaria de Gobierno.